# Religion en Écosse au XVIIe siècle

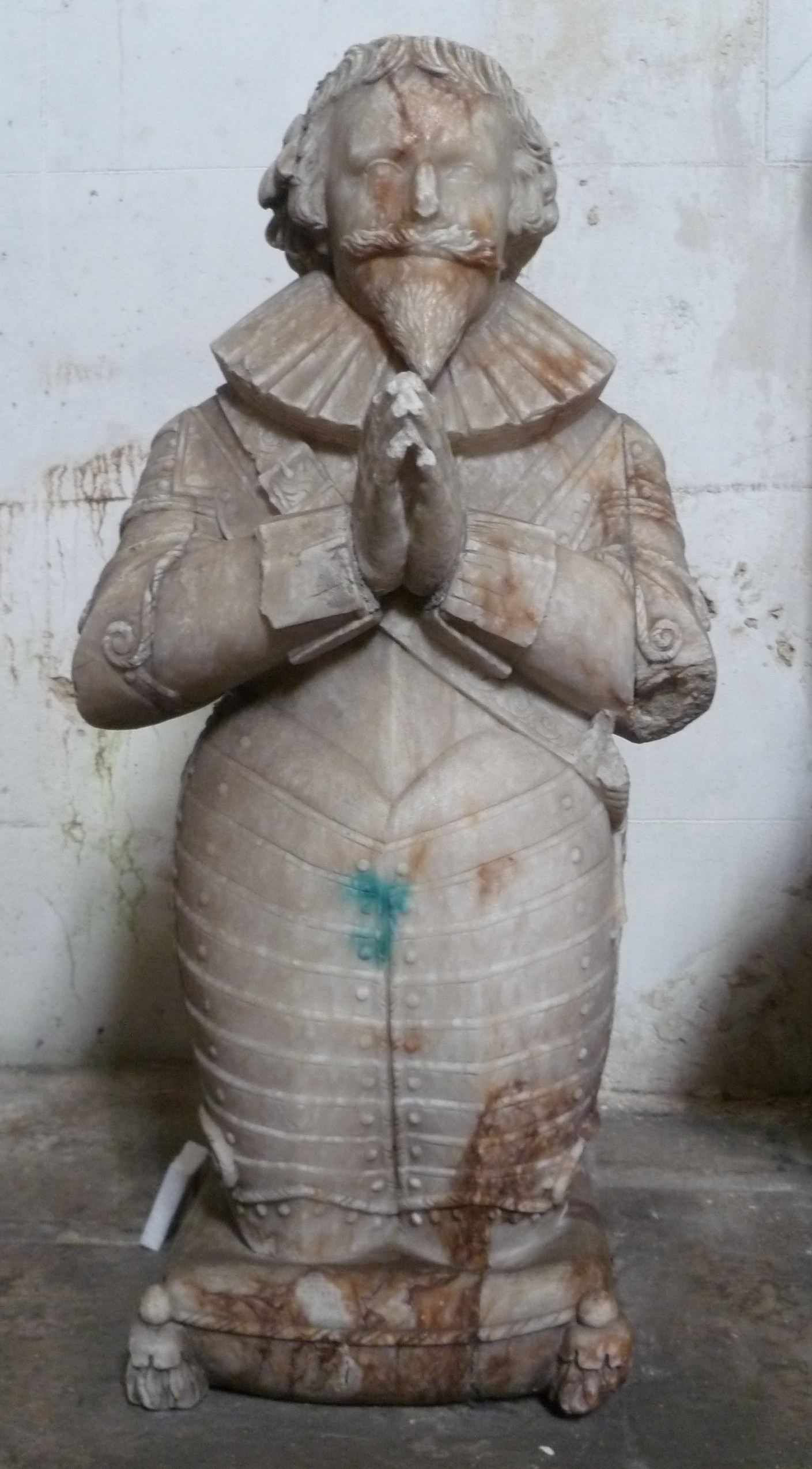
Protestant écossais en train de prier. Une statue de l'Abbaye de Culross.

La religion écossaise au XVIIe siècle comprend toutes les formes d'organisations religieuses et de croyances dans le Royaume d'Écosse au XVIIe siècle. Au cours du XVIe siècle, l'Écosse avait subi une réforme protestante responsable de la création d'une Église nationale (Église d'Écosse) majoritairement Calviniste, aux perspectives fortement presbytériennes. Jacques VI favorisait la doctrine calviniste, mais aussi le système épiscopalien. Son fils Charles autorisa un livre de droit canonique qui fit de lui le chef de l'Église et imposa l'utilisation d'une nouvelle liturgie, considérée comme une version anglaise d'un livre de prières . En réponse à la rébellion les évêques écossais furent officiellement expulsés de l'Église et plusieurs représentants des différentes sections de la société Écossaise élaborèrent le Covenant National. Dans les guerres des évêques qui suivirent, les covenantaires écossais apparurent pratiquement comme d'indépendants souverains. L'échec de Charles I conduisit indirectement à la première révolution anglaise. Les covenantaires intervinrent en faveur du Parlement, et furent victorieux, mais se séparèrent de plus en plus du régime Parlementaire. Les défaites écossaises suivant les deuxième et troisième guerres civiles menèrent à l'occupation anglaise et à la fusion de l'Écosse avec le Commonwealth d'Angleterre, dirigé par Oliver Cromwell à partir de 1652, et également à l'imposition de la tolérance religieuse pour les protestants. Les covenantaires écossais se divisèrent en deux parties, les Résolutionnaires (en accord) et les Manifestants (en désaccord).
Après la Restauration en 1660, l'Écosse retrouva son Église nationale, mais aussi l'épiscopat. Environ un tiers du clergé refusa d'accepter le nouveau règlement et en particulier les pasteurs du sud-ouest qui prêchaient ouvertement, en conventicule, attirant souvent des milliers de fidèles. Le gouvernement altérnait entre adaptation et persécution. En 1666 et 1679 plusieurs révoltes virent le jour et firent anéanties par les forces gouvernementales. La haute société qui continua à résister au gouvernement, connue sous le nom de cameroniens, devint de plus en plus radicale. Au début des années 1680, une phase de persécution plus intense débuta, laquelle fut connu dans l'histoire du protestantisme comme "The Killing Time". Avec l'avènement de Jacques VII, ouvertement catholique, l'inquiétude grandit parmi les protestants. Après la Glorieuse Révolution de 1688-89, Guillaume d'Orange et Marie, fille de Jacques, furent acceptés comme monarques. La décision finale restaura le presbytérianisme et destitua les évêques qui avaient en grande partie soutenu Jacques. Cependant, Guillaume, qui était plus tolérant que l'était l'Église écossaise fit adopter des actes ayant pour but de restaurer le clergé épiscopalien après la révolution.
Le protestantisme était fondé sur la bible et le culte de la famille était fortement encouragé. Le consistoire contrôlait la discipline morale et personnelle. Il décourageait les célébrations de groupe. Le consistoire avait une charge administrative dans le système de secours aux pauvres, l'administration du système d'école paroissiale. Ils avaient également pris en charge les procès pour cas de sorcellerie. Le chasse aux sorcières la plus intense eut lieu en 1661-62, mais l'amélioration des conditions économiques et le scepticisme grandissant conduisirent à l'essoufflement de la pratique vers la fin du siècle. Le nombre de catholiques chuta et l'organisation de l'Église se détériora probablement, mais l'affectation d'un vicariat apostolique en 1694 inversa la tendance. 

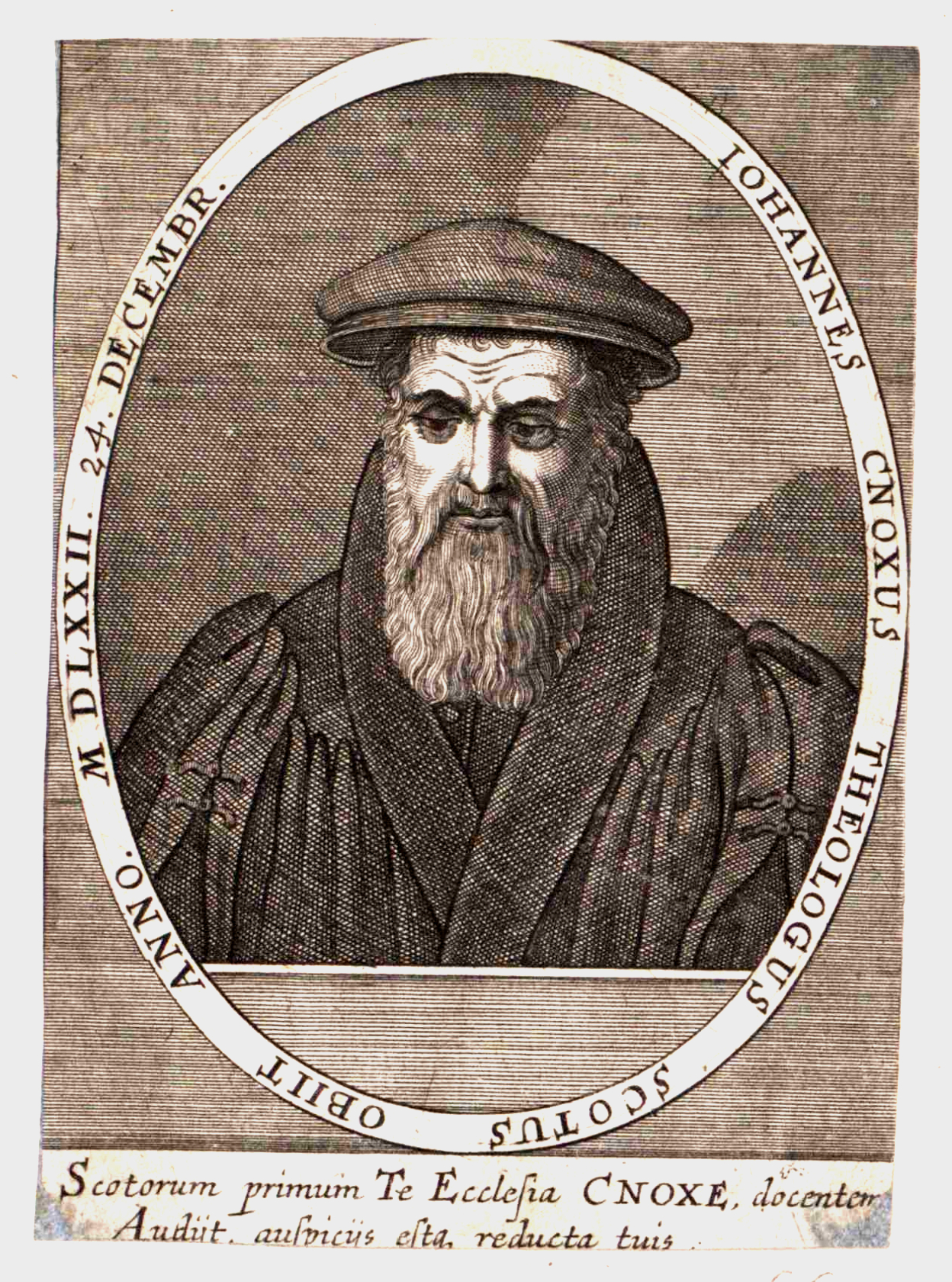
John Knox

## Les événements

### Contexte: La Réforme
Article détaillé : Réforme écossaise
Au cours du XVIe siècle, l'Écosse subit une Réforme Protestante qui créa une Église nationale fondamentalement calviniste, aux visions fortement presbytériennes. La Réforme réduisit sévèrement les pouvoirs des évêques, mais ne les abolit point complètement. Dans la première partie du siècle, les enseignements de Martin Luther tout d'abord puis de Jean Calvin par la suite, commencèrent à influencer l'Écosse, en particulier par le biais de savants écossais ayant visité des universités anglaises et continentales et ayant enseigné au sein de la prêtrise catholique. L'influence de la langue anglaise était aussi plus directe puisque les Anglais fournissaient des livres et distribuaient des bibles ainsi que de la littérature protestante dans les Lowlands quand ils envahirent en 1547. Le travail du luthérien Scot Patrick Hamilton fut particulièrement important. Son exécution, ainsi que celles d'autres prédicateurs protestants en 1528, et celle de George Wishart (influencé par Zwiingli) en 1546, brûlé sur le bûcher à Saint Andrews sur les ordres du Cardinal Beaton, n'aidèrent en rien à freiner la progression de ces idées. Les sympathisants de Wishart, qui comprenaient un certain nombre de laird à Fife, assassinèrent Beaton peu après et s'emparèrent du château de  Saint-Andrews qu'ils arrivèrent à garder pendant un an, avant d'être vaincus par les troupes françaises envoyées en renfort. Les survivants, y compris l'aumônier John Knox, furent condamnés à l'état de forçats, ce qui développa un certain ressentiment envers les Français et créa également des martyrs pour la cause protestante.
La tolérance limitée ainsi que l'influence des Écossais et protestants exilés dans d'autres pays conduisirent à l'expansion du Protestantisme, avec un groupe de lairds s'autodéclarant Lords de la Congrégation en 1557 et représentant leurs intérêts à l'échelle politique. L'effondrement de l'alliance française et l'intervention anglaise en 1560 prouvèrent qu'un groupe relativement faible, mais très influent, de protestants était en mesure d'imposer une réforme à l'Église écossaise. Une confession de foi, rejetant la juridiction papale et de la masse, fut adoptée par le parlement en 1560, tandis que la jeune Marie, Reine d'Écosse, était encore en France. Knox, ayant échappé aux galères et passé du temps à Genève, où il devint un disciple de Calvin, en sortit comme la personnalité la plus importante. Le calvinisme des réformateurs dirigés par Knox donna lieu à un règlement adoptant un système presbytérien et rejetant la plupart des caractéristiques complexes et conservateurs de l'Église médiévale. Cela donna un pouvoir considérable aux lairds locaux au sein de la nouvelle église. Ils étaient généralement chargés de la nomination des membres du clergé, et cela mena, de façon pacifique dans l'ensemble, à un iconoclasme répandu. À ce stade, la majorité de la population était probablement toujours de confession catholique et l'Église écossaise avait du mal à pénétrer les Highlands et les Îles, mais elle lança un processus graduel de transformation et de consolidation qui, en comparaison avec d'autres réformes ayant eu lieu ailleurs, fut mené avec relativement peu de persécution.
Le règne personnel de la reine catholique Marie Stuart (1561-67) se termina finalement par une guerre civile, suivi de sa destitution, son emprisonnement et enfin son exécution en Angleterre. Son fils Jacques VI fut couronné roi d'Écosse en 1567. Il fut élevé en tant que protestant, tandis que le pays était dirigé par une série de régents. Après avoir affirmé son autorité royale en 1583 il s'avéra être en faveur de la doctrine calviniste, mais aussi de l'épiscopat.

### Les Covenantaires et les Guerres Civiles
Voir aussi : Covenantaire et Guerre des Trois Royaumes

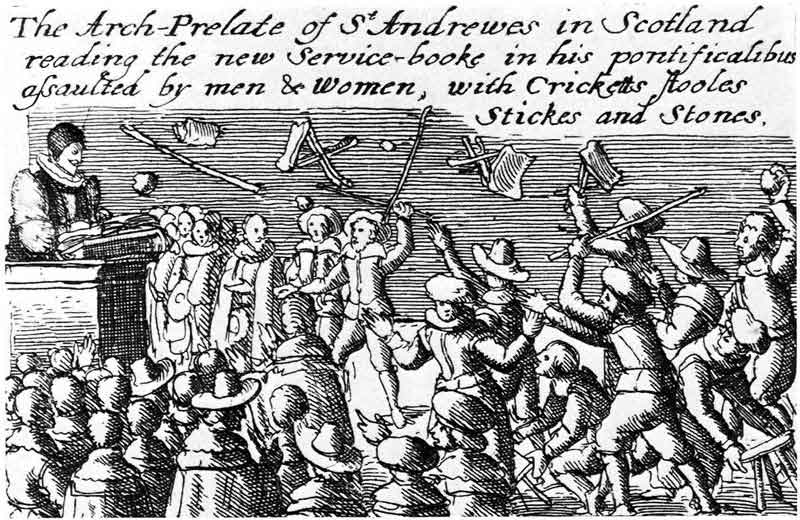
Les émeutes déclenchées par Jenny Geddes dans la Cathédrale Saint-Giles qui donnèrent lieu aux Guerre des évêques.

L'héritage de la couronne anglaise laissé à Jacques VI en 1603 conduit à gouverner depuis le Conseil Privé de Londres. Il contrôla également de plus en plus les réunions de l'Assemblée Générale de l'Église écossaise et augmenta le nombre d'évêques écossais ainsi que leurs pouvoirs. En 1618, il teint une Assemblée Générale et fit passer les Cinq Articles, qui comprenaient des pratiques qui avaient été conservées en Angleterre, mais en grande partie supprimées en Écosse. Bien que ratifiés, les Cinq Articles créèrent une opposition généralisée et un fort ressentiment, et firent vus par beaucoup comme un retour à la pratique catholique.
Charles I succéda à son père Jacques VI en 1625. Charles se reposait lourdement des évêques, John Spottiswoode en particulier, Archevêque de Saint Andrews, à qui il accorda finalement le titre de chancelier. Au début de son règne, Charles fit passer l'Acte de Révocation qui lui permit, par la récupération des terres accordées depuis 1542, de sécuriser les finances de l'Église écossaise, mais cela menaça également les propriétés de la noblesse à qui les accords de la Réforme avait été bénéfiques. L'opposition fut alimentée par un anticatholicisme généralisé, mais le catholicisme se limita essentiellement à certains nobles et aux Highlands ainsi qu'aux Îles.
En 1635, sans consulter aucune assemblée générale du parlement, le roi autorisa un livre de droit canonique le nommant chef de l'Église, ordonna la mise en place d'un rituel impopulaire et imposa l'utilisation d'une nouvelle liturgie. Lorsque la liturgie émergea en 1637, elle fut considérée comme un livre de prières anglais entraînant la colère et provoquant des émeutes, dites avoir été déclenchées par une certaine Jenny Geddes  qui aurait jeté son tabouret lors de l'office dans la Cathédrale Saint-Giles. La noblesse protestante se hissa à la tête de l'opposition populaire. Des représentants de diverses sections de la société ecossaise rédigèrent  le Covenant National le 28 février 1638, s'opposant aux innovations liturgiques du roi . Les partisans du roi furent incapables de réprimer la révolte et le roi quant à lui refusa tout compromis. En décembre de la même année, lors d'une réunion de l'Assemblée Générale à Glasgow, les évêques écossais furent officiellement expulsés de l'Église, qui était alors totalement établie selon un plan presbytérien.

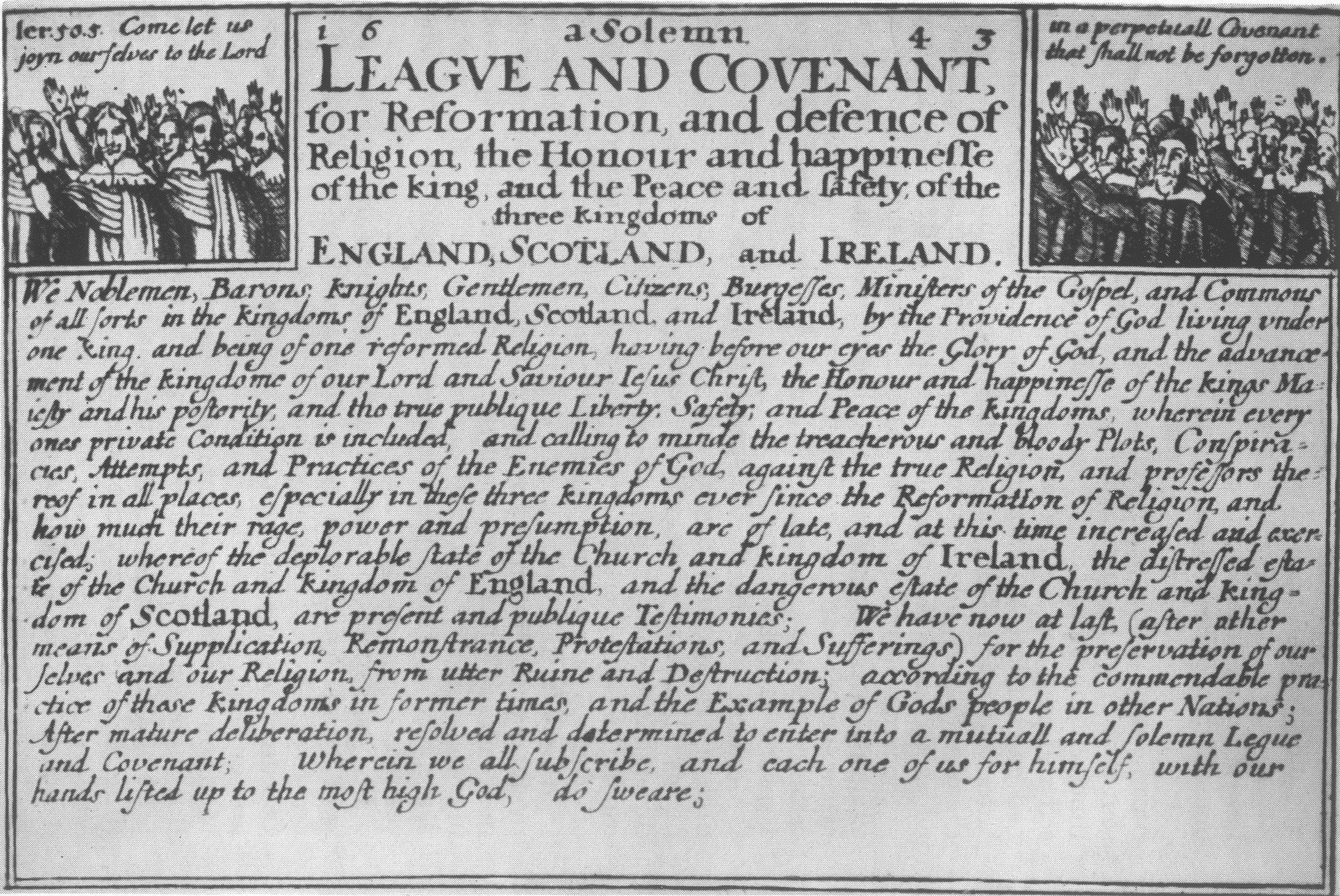
Solemn League and Covenant 1643

Les écossais d'un côté et le roi de l'autre réunirent chacun leurs armées et, après les deux Guerres des évêques de 1639 et 1640, les écossais sortirent vainqueurs. Charles capitula, laissant les Covenantaires au contrôle du pays. Il fut forcé de convoquer le parlement anglais, entraînant le déclenchement de la première révolution anglaise en 1642. Les Covenantaires prirent le parti du parlement et en 1643, ils formèrent la Solemn League and Covenant, garantissant l'adoption du système de l'Église écossaise et promettant des réformes supplémentaires en Angleterre. La Confession de Foi de Westminster, établie par des ministres anglais et écossais et convenue en 1645, devint le document de foi  de la doctrine Covenantaire. En 1646, une campagne royaliste  dans les Highlands ainsi que les royalistes en Angleterre avaient été vaincus et le roi s'était rendu. Les relations avec le parlement anglais et la New Model Army de plus en plus indépendante furent mises à rude épreuve et le contrôle de l'Écosse s'éloigna du radical "Kirk Party" et tomba plutôt sous le contrôle de ceux prêts à négocier avec le roi, les Engagers. Le traité connu sous le nom d'Engagement signé avec le roi mena à la Deuxième guerre civile anglaise et à une défaite de l'armée écossaise lors de la bataille de Preston, par la New Model Army dirigée par Oliver Cromwell. Après le coup de Whiggamore Raid, le Kirk Party reprit le contrôle en Écosse.

### Commonwealth

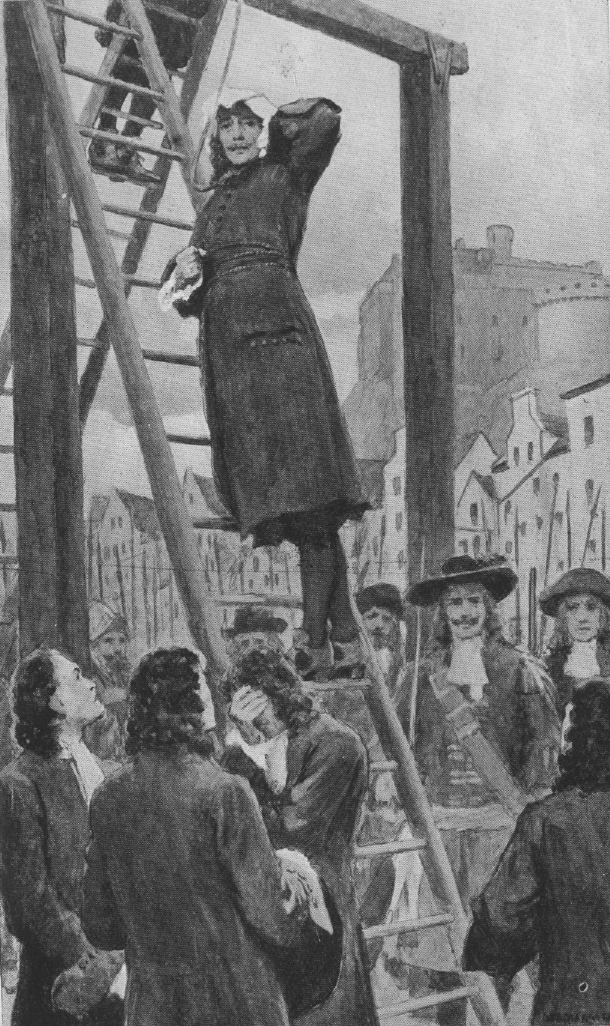
L'exécution du Manifestant James Guthrie en 1661, l'un des quatre écossais exclus du pardon général durant la Réforme

Après l'exécution du roi en janvier 1649, l'Angleterre fut déclarée Commonwealth et les Écossais déclarèrent le fils de Charles I roi, Charles II. Les Anglais répondirent par une invasion et, après les défaites essuyées par les Écossais à Dunbar, en 1650, et Worcester en 1651, les Anglais occupèrent le pays en 1652, déclarant officiellement l'Écosse partie du Commonwealth. On observa une profonde division de l'Église écossaise à la suite de la défaite de Dunbar, en partie à cause de la recherche de boucs émissaires pour la défaite. Différentes factions imaginèrent des résolutions et les manifestations opposées, qui donnèrent leurs noms aux deux grands partis: les Résolutionnaires, prêts à trouver des compromis avec la royauté, et les plus fermes Manifestants qui voulaient purger l'Église écossaise de ce genre de collaboration. Par la suite, le fossé entre les camps rivaux se vit pratiquement irrévocable. Après 1655 les deux groupes nommèrent des agents permanents à Londres.
Les termes de l'union promirent que l'Évangile serait prêché et assurèrent également la liberté de religion. Le régime accepta le presbytérianisme comme un système valide, mais n'accepta pas que ce soit la seule organisation légitime de l'Église. De ce fait, bien que ses déclarations ne soient plus soutenues par des sanctions civiles, le consistoire et le synode fonctionnaient comme avant. L'administration avait tendance à favoriser les Manifestants, en grande partie parce que le Résolutionnaires étaient plus enclins à désirer une restauration de la monarchie et car l'Assemblée Générale, où ils étaient les plus nombreux, revendiquait l'indépendance de l'État. Les prières publiques tenues à l'occasion du succès du soulèvement de Gleincairn contre le régime menèrent en 1653 à une marche armée sur Édimbourg, mise en place afin d'en évacuer les plus gros membres Résolutionnaires de l'Assemblée. Il n'y eut donc plus d'assemblées durant la période du Commonwealth et les Résolutionnaires se rencontraient alors lors de "réunions" officieuses du clergé. Les universités, largement considérées comme école de formation pour les membres du clergé, furent relativement bien financées et passèrent sous le contrôle des Manifestants, en nommant Patrick Gillespie directeur à Glasgow.